# Referendum abrogativi in Italia del 2011
I referendum abrogativi in Italia del 2011 si tennero il 12 e il 13 giugno ed ebbero ad oggetto quattro distinti quesiti.
L'elettore ha avuto la facoltà di votare per uno o alcuni dei quesiti referendari. Affinché ciascuno dei quattro referendum fosse valido, era richiesta la partecipazione al voto, per il rispettivo quesito, della maggioranza degli aventi diritto.
Gli elettori chiamati al voto erano 47 118 352 (22 604 349 di sesso maschile e 24 514 003 di sesso femminile), più 3 300 496 elettori residenti all'estero. Il quorum da raggiungere per la validità della consultazione era pari alla maggioranza degli aventi diritto, vale a dire 25 209 425 elettori, soglia poi superata con il totale del 54,81% (primo quesito), 54,82% (secondo quesito), 54,79% (terzo quesito) e 54,78% (quarto quesito) degli elettori residenti in Italia e all'estero.
Per tutti i quattro quesiti il numero dei voti favorevoli ha superato il numero dei voti contrari; le norme sottoposte a referendum sono state quindi abrogate a norma dell'articolo 75 della Costituzione.

## L'iniziativa referendaria
I due quesiti sui servizi pubblici locali a rilevanza economica e sulla determinazione della tariffa del servizio idrico derivano da un'iniziativa civica promossa dal Forum italiano dei movimenti per l'acqua, una rete che raggruppa varie associazioni e supportata esternamente dai principali partiti politici della sinistra radicale e dell'area ambientalista. I referendum sull'energia nucleare e sul legittimo impedimento sono stati promossi su iniziativa dell'Italia dei Valori.

## La calendarizzazione
Da calendarizzare, secondo legge, tra il 15 aprile e il 15 giugno, i referendum abrogativi sono stati infine fissati per il 12 e 13 giugno.
In un primo momento, era stato proposto l'accorpamento al primo turno (15-16 maggio) o al turno di ballottaggio (29-30 maggio) delle elezioni amministrative. Tuttavia il ministro degli Interni Roberto Maroni ha optato per la divisione delle due consultazioni, dichiarando che «il referendum si svolgerà il 12 e 13 giugno secondo una tradizione italiana che ha sempre distinto le due date». A favore dell'accorpamento si sono dichiarati invece i comitati promotori e l'opposizione parlamentare, denunciando una evitabile spesa di 300 milioni di euro.

## I quesiti

### Primo quesito
- Colore scheda: rosso
- Titolo: Modalità di affidamento e gestione dei servizi pubblici locali di rilevanza economica. Abrogazione
- Descrizione: Il quesito prevede l'abrogazione della norma che consente di affidare la gestione dei servizi pubblici locali di rilevanza economica solo a soggetti privati scelti a seguito di gara ad evidenza pubblica o a società di diritto pubblico con partecipazione azionaria di privati, consentendo la gestione in house solo ove ricorrano situazioni del tutto eccezionali, che non permettono un efficace ed utile ricorso al mercato[1].

### Secondo quesito
- Colore scheda: giallo
- Titolo: Determinazione della tariffa del servizio idrico integrato in base all'adeguata remunerazione del capitale investito. Abrogazione parziale di norma
- Descrizione: Il quesito propone l'abrogazione parziale della norma che stabilisce la determinazione della tariffa per l'erogazione dell'acqua, nella parte in cui prevede che tale importo includa anche la remunerazione del capitale investito dal gestore[1].

### Terzo quesito
- Colore scheda: grigio
- Titolo: Abrogazione delle nuove norme che consentono la produzione nel territorio nazionale di energia elettrica nucleare
- Descrizione: Il quesito propone l'abrogazione delle nuove norme che consentono, sia pure all'esito di ulteriori evidenze scientifiche sui profili relativi alla sicurezza nucleare e tenendo conto dello sviluppo tecnologico in tale settore, di adottare una strategia energetica nazionale che non escluda espressamente la produzione nel territorio nazionale di energia elettronucleare[1].

### Quarto quesito
- Colore scheda: verde
- Titolo: Abrogazione di norme della legge 7 aprile 2010, n. 51, in materia di legittimo impedimento del Presidente del Consiglio dei Ministri e dei Ministri a comparire in udienza penale, quale risultante a seguito della sentenza n. 23 del 2011 della Corte costituzionale
- Descrizione: Il quesito propone l'abrogazione della disciplina differenziata del legittimo impedimento a comparire in udienza, applicabile ai soli titolari di cariche governative[1].

## Interventi legislativi e modifica del terzo quesito sul nucleare
La normativa sulla ripresa dell'energia elettronucleare in Italia è contenuta nella legge n. 99/2009 e nel decreto legislativo n. 31/2010.
Il testo del quesito referendario su cui sono state raccolte le firme faceva quindi riferimento a tale normativa.
Nel mese di marzo, nel corso della campagna referendaria e a seguito del disastro nucleare di Fukushima, in Giappone, il governo ha emanato il decreto legge n. 34/2011, il cui articolo 5 ("Sospensione dell'efficacia di disposizioni del decreto legislativo numero 31 del 2010 ") include una moratoria di un anno sull'avvio del programma nucleare.
In seguito, grazie all'introduzione di un emendamento al decreto omnibus 2011, convertito in legge il 26 maggio, il governo Berlusconi IV intende modificare ulteriormente la normativa vigente, ovvero il precedente decreto di marzo, oggetto anche del terzo quesito referendario.
L'emendamento, abrogando diverse disposizioni, fra cui quelle relative alla realizzazione di nuove centrali nucleari, concede al governo di tornare eventualmente in seguito sulla questione dell'uso dell'energia nucleare in Italia una volta acquisite "nuove evidenze scientifiche mediante il supporto dell'Agenzia per la sicurezza nucleare, sui profili relativi alla sicurezza, tenendo conto dello sviluppo tecnologico e delle decisioni che saranno assunte a livello di Unione europea", attraverso l'adozione, entro dodici mesi, di una "strategia energetica nazionale" che non nomina né esclude, quindi, l'eventuale ricorso all'energia nucleare stessa.
In base all'art. 39 della legge 352/1970 sui referendum, "se prima della data dello svolgimento del referendum, la legge, o l'atto avente forza di legge, o le singole disposizioni di essi cui il referendum si riferisce, siano stati abrogati, l'Ufficio centrale per il referendum dichiara che le operazioni relative di voto in merito non avranno più corso".
L'intento del governo, come dichiarato da Silvio Berlusconi, era quello di non permettere lo svolgimento del referendum sul nucleare, poiché influenzato dai recenti avvenimenti in Giappone:
Il 1º giugno 2011 l'ufficio centrale per il referendum costituito presso la Cassazione ha tuttavia stabilito che - pur alla luce dell'emendamento presentato dal governo - il referendum sul nucleare debba essere comunque svolto e che debba essere relativo al testo normativo risultante dalla modifica operata dal decreto omnibus. La Cassazione ha trasferito il quesito abrogativo sulle disposizioni di cui all'articolo 5 comma 1 e 8 Dl 31/03/2011 n.34, convertito con modificazioni dalla legge 26/05/2011 n.75; tenendo conto dell'abrogazione parziale contenuta nel decreto omnibus, la Corte ha stabilito che il referendum concernerà le ultime disposizioni legislative ancora in vigore. Nelle motivazioni adottate a maggioranza dall'ufficio centrale per il referendum, appare come le nuove norme sono in "manifesta contraddizione con le dichiarate abrogazioni" e come si "dà luogo a una flessibile politica dell'energia che include e non esclude anche nei tempi più prossimi la produzione a mezzo di energia nucleare". Il comma 1 dell'articolo 5 "apre nell'immediato al nucleare (solo apparentemente cancellato)".
Lo stesso 1º giugno 2011 il governo Berlusconi IV ha dato mandato all'avvocatura dello Stato di intervenire all'udienza del 7 giugno della Corte costituzionale sull'ammissibilità del nuovo quesito, al fine di "evidenziare l'inammissibilità della consultazione", poiché il referendum "avrebbe a questo punto un oggetto del tutto difforme rispetto al quesito in base al quale sono state raccolte le firme", e perché non sarebbe di tipo abrogativo, ma consultivo o propositivo. La Corte costituzionale ha confermato all'unanimità l'ammissibilità del quesito.

## Posizione delle principali forze politiche

### Partiti rappresentati in Parlamento

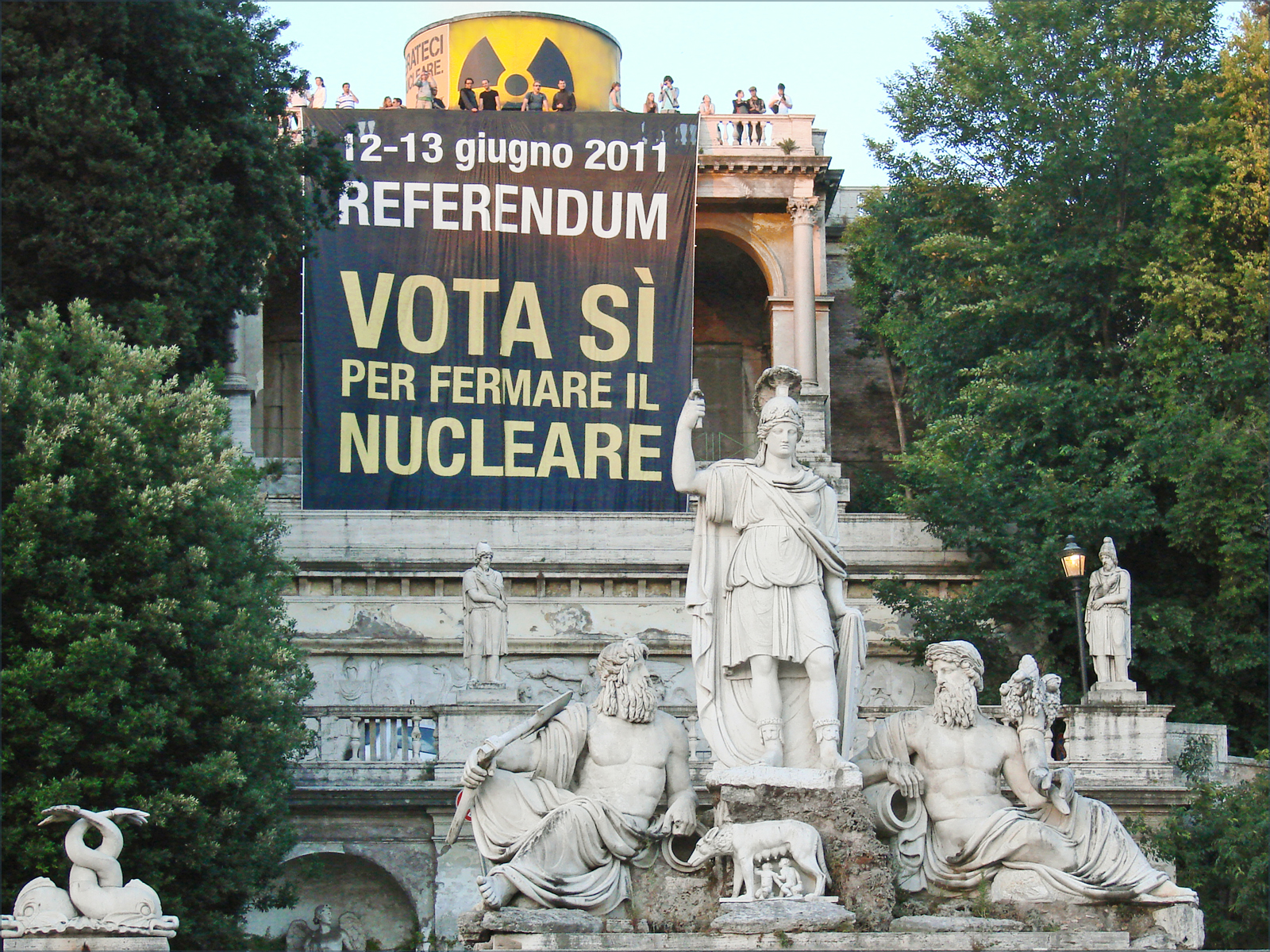
Striscione di Greenpeace sulla terrazza del Pincio a Roma

| Partito                       | Primo quesito   | Secondo quesito | Terzo quesito   | Quarto quesito  | Fonti                |
| ----------------------------- | --------------- | --------------- | --------------- | --------------- | -------------------- |
| Alleanza per l'Italia         | No              | No              | Sì              | Sì              | [ 25 ] [ 26 ] [ 27 ] |
| Futuro e Libertà per l'Italia | libertà di voto | libertà di voto | libertà di voto | libertà di voto | [ 28 ] [ 29 ]        |
| Italia dei Valori             | Sì              | Sì              | Sì              | Sì              | [ 30 ]               |
| Lega Nord                     | libertà di voto | libertà di voto | libertà di voto | libertà di voto | [ 31 ]               |
| Movimento per le Autonomie    | Sì              | Sì              | Sì              | Sì              | [ 32 ]               |
| Partito Democratico           | Sì              | Sì              | Sì              | Sì              | [ 33 ]               |
| Il Popolo della Libertà       | Astensione      | Astensione      | Astensione      | Astensione      | [ 23 ] [ 34 ] [ 35 ] |
| Radicali Italiani             | libertà di voto | libertà di voto | Sì              | Sì              | [ 36 ]               |
| SVP                           | Sì              | Sì              | Sì              | Sì              | [ 37 ]               |
| Union Valdôtaine              | Sì              | Sì              | Sì              | libertà di voto | [ 38 ]               |
| Unione di Centro              | No              | No              | libertà di voto | Sì              | [ 39 ] [ 40 ] [ 41 ] |

### Partiti senza rappresentanti in Parlamento

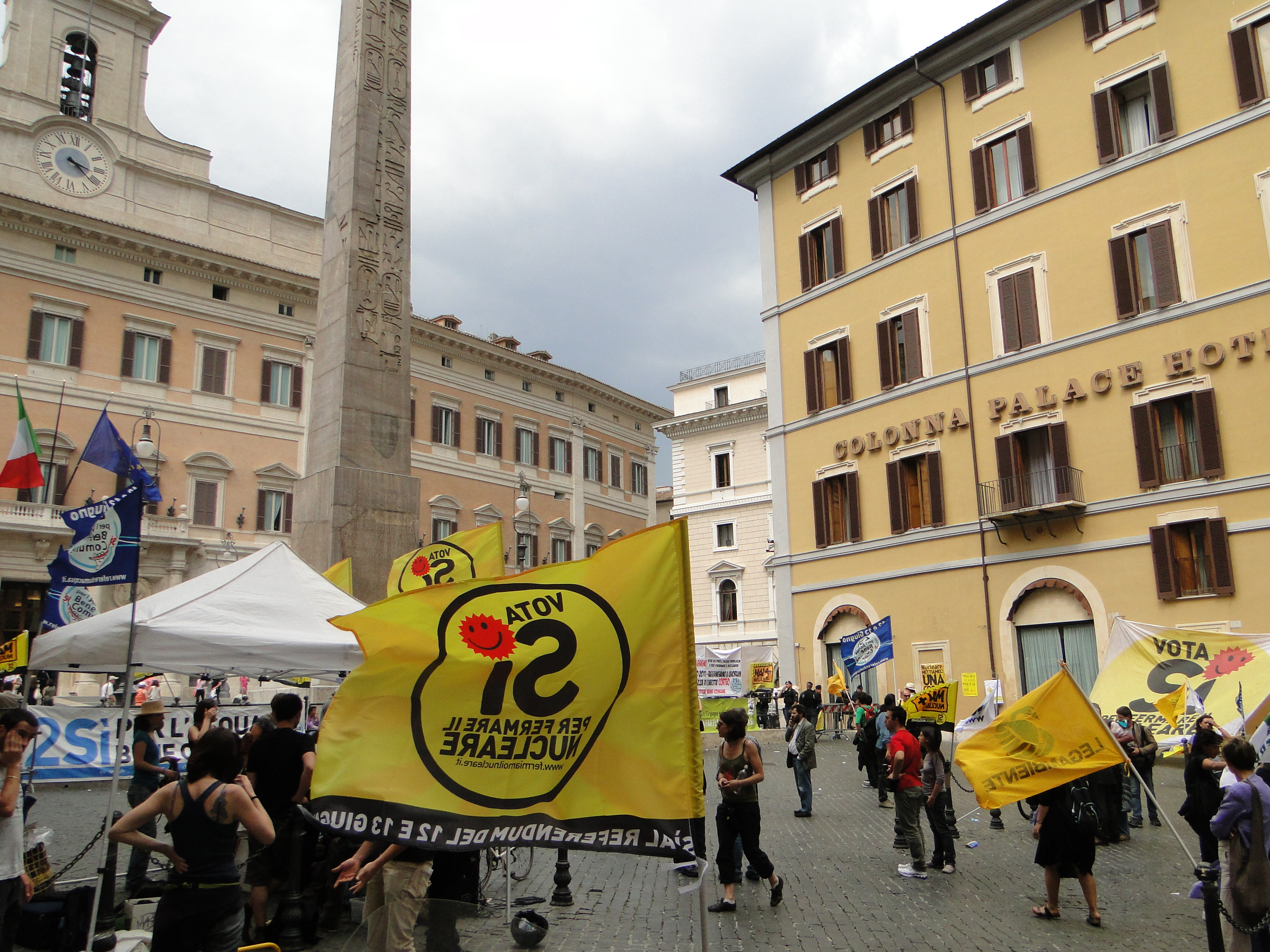
Presidio per i referendum (23 maggio 2011)

| Partito                          | Primo quesito | Secondo quesito | Terzo quesito   | Quarto quesito | Fonti  |
| -------------------------------- | ------------- | --------------- | --------------- | -------------- | ------ |
| Federazione della Sinistra       | Sì            | Sì              | Sì              | Sì             | [ 42 ] |
| Fiamma Tricolore                 | Sì            | Sì              | libertà di voto | Astensione     | [ 43 ] |
| Forza Nuova                      | Sì            | Sì              | Sì              | Sì             | [ 44 ] |
| La Destra                        | Sì            | Sì              | Sì              | Astensione     | [ 45 ] |
| Movimento 5 Stelle               | Sì            | Sì              | Sì              | Sì             | [ 46 ] |
| Partito Comunista dei Lavoratori | Sì            | Sì              | Sì              | Sì             | [ 47 ] |
| Partito Socialista Italiano      | Sì            | Sì              | Sì              | Sì             | [ 48 ] |
| Partito Pensionati               | Sì            | Sì              | Sì              | Sì             | [ 49 ] |
| Sinistra Critica                 | Sì            | Sì              | Sì              | Sì             | [ 50 ] |
| Sinistra Ecologia Libertà        | Sì            | Sì              | Sì              | Sì             | [ 51 ] |
| Verdi                            | Sì            | Sì              | Sì              | Sì             | [ 52 ] |

### Cariche istituzionali
Il presidente della Repubblica Giorgio Napolitano ha dichiarato che avrebbe partecipato ai referendum: Io sono un elettore che fa sempre il suo dovere. Non ha espresso intenzioni di voto.
Il presidente del Senato Renato Schifani ha sottolineato la "sacralità" di ogni forma di partecipazione democratica e che si sarebbe recato a votare nella sua città, Palermo.
Il presidente della Camera Gianfranco Fini ha dichiarato che sarebbe andato a votare.
Il presidente del Consiglio Silvio Berlusconi ha dichiarato che non sarebbe andato a votare.

## Affluenza al voto

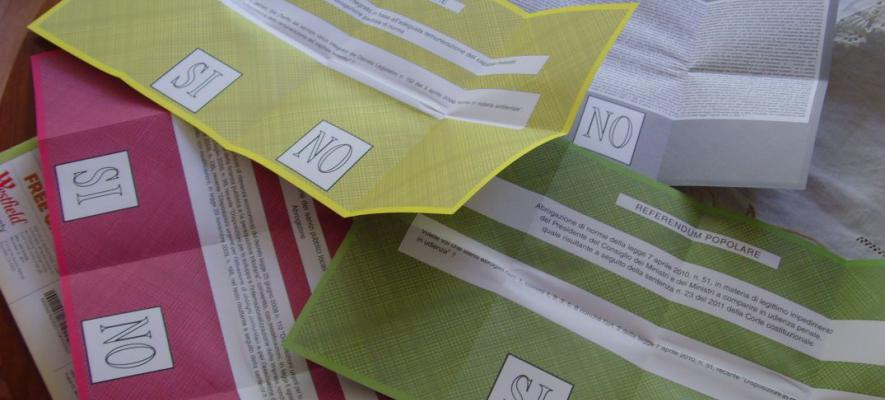
Le schede dei referendum abrogativi del 2011

| Quesito | Quesito    | Affluenza | Affluenza | Affluenza | Affluenza | Affluenza | Affluenza | Note   |
| Quesito | Quesito    | Italia    | Italia    | Italia    | Italia    | Estero    | Totale    | Note   |
| Quesito | Quesito    | Domenica  | Domenica  | Domenica  | Lunedì    | Estero    | Totale    | Note   |
| Quesito | Quesito    | 12:00     | 19:00     | 23:00     | 15:00     | Estero    | Totale    | Note   |
| ------- | ---------- | --------- | --------- | --------- | --------- | --------- | --------- | ------ |
|         | 1º quesito | 11,65 %   | 30,34 %   | 41,13%    | 57,04%    | 23,08%    | 54,82%    | [ 58 ] |
|         | 2º quesito | 11,65 %   | 30,34 %   | 41,14%    | 57,05%    | 23,08%    | 54,83%    | [ 59 ] |
|         | 3º quesito | 11,64 %   | 30,32 %   | 41,11%    | 57,01%    | 23,09%    | 54,79%    | [ 60 ] |
|         | 4º quesito | 11,65 %   | 30,33 %   | 41,10%    | 57,00%    | 23,13%    | 54,78%    | [ 61 ] |

## Risultati

### Primo quesito
Modalità di affidamento e gestione dei servizi pubblici locali di rilevanza economica. Abrogazione. Promosso dal comitato referendario "2 Sì per l'Acqua Bene Comune".
| Sì                      | 25 935 362 | 95,35 |  |  |  |  |  |  |
| No                      | 1 265 497  | 4,65  |  |  |  |  |  |  |
| Totale                  | 27 200 859 | 100   |  |  |  |  |  |  |
|                         |            |       |  |  |  |  |  |  |
| Schede bianche          | 289 330    | 1,05  |  |  |  |  |  |  |
| Schede nulle            | 147 754    | 0,53  |  |  |  |  |  |  |
| Votanti                 | 27 637 943 | 54,82 |  |  |  |  |  |  |
| Elettori                | 50 417 952 |       |  |  |  |  |  |  |
|                         |            |       |  |  |  |  |  |  |
| Esito: Quorum raggiunto |            |       |  |  |  |  |  |  |

### Secondo quesito
Determinazione della tariffa del servizio idrico integrato in base all'adeguata remunerazione del capitale investito. Abrogazione parziale di norma. Promosso dal comitato referendario "2 Sì per l'Acqua Bene Comune".
| Sì                      | 26 130 656 | 95,80 |  |  |  |  |  |  |
| No                      | 1 146 627  | 4,20  |  |  |  |  |  |  |
| Totale                  | 27 277 283 | 100   |  |  |  |  |  |  |
|                         |            |       |  |  |  |  |  |  |
| Schede bianche          | 229 591    | 0,83  |  |  |  |  |  |  |
| Schede nulle            | 135 583    | 0,49  |  |  |  |  |  |  |
| Votanti                 | 27 642 457 | 54,83 |  |  |  |  |  |  |
| Elettori                | 50 417 952 |       |  |  |  |  |  |  |
|                         |            |       |  |  |  |  |  |  |
| Esito: Quorum raggiunto |            |       |  |  |  |  |  |  |

### Terzo quesito
Abrogazione delle nuove norme che consentono la produzione nel territorio nazionale di energia elettrica nucleare. Promosso dall'Italia dei Valori.
| Sì                      | 25 643 645 | 94,05 |  |  |  |  |  |  |
| No                      | 1 622 096  | 5,95  |  |  |  |  |  |  |
| Totale                  | 27 265 741 | 100   |  |  |  |  |  |  |
|                         |            |       |  |  |  |  |  |  |
| Schede bianche          | 219 504    | 0,79  |  |  |  |  |  |  |
| Schede nulle            | 139 677    | 0,51  |  |  |  |  |  |  |
| Votanti                 | 27 624 922 | 54,79 |  |  |  |  |  |  |
| Elettori                | 50 417 952 |       |  |  |  |  |  |  |
|                         |            |       |  |  |  |  |  |  |
| Esito: Quorum raggiunto |            |       |  |  |  |  |  |  |

### Quarto quesito
Abrogazione di norme della legge 7 aprile 2010, n. 51, in materia di legittimo impedimento del Presidente del Consiglio dei Ministri e dei Ministri a comparire in udienza penale, quale risultante a seguito della sentenza n. 23 del 2011 della Corte costituzionale. Promosso dall'Italia dei Valori.
| Sì                      | 25 733 893 | 94,62 |  |  |  |  |  |  |
| No                      | 1 463 231  | 5,38  |  |  |  |  |  |  |
| Totale                  | 27 197 124 | 100   |  |  |  |  |  |  |
|                         |            |       |  |  |  |  |  |  |
| Schede bianche          | 272 876    | 0,99  |  |  |  |  |  |  |
| Schede nulle            | 150 315    | 0,54  |  |  |  |  |  |  |
| Votanti                 | 27 620 315 | 54,78 |  |  |  |  |  |  |
| Elettori                | 50 417 952 |       |  |  |  |  |  |  |
|                         |            |       |  |  |  |  |  |  |
| Esito: Quorum raggiunto |            |       |  |  |  |  |  |  |

### Esito nelle regioni
| Regione               | Percentuale votanti | Primo quesito     | Secondo quesito   | Terzo quesito     | Quarto quesito    |
| --------------------- | ------------------- | ----------------- | ----------------- | ----------------- | ----------------- |
| Valle d'Aosta         | 60,85%              | Sì 96,6% No 3,4%  | Sì 97,0% No 3,0%  | Sì 95,2% No 4,8%  | Sì 95,8% No 4,2%  |
| Piemonte              | 59,00%              | Sì 94,7% No 5,3%  | Sì 95,2% No 4,8%  | Sì 93,1% No 6,9%  | Sì 94,3% No 5,7%  |
| Liguria               | 59,45%              | Sì 95,7% No 4,3%  | Sì 96,2% No 3,8%  | Sì 94,0% No 6,0%  | Sì 95,0% No 5,0%  |
| Lombardia             | 54,40%              | Sì 93,4% No 6,6%  | Sì 94,1% No 5,9%  | Sì 91,6% No 8,4%  | Sì 93,2% No 6,8%  |
| Trentino-Alto Adige   | 64,60%              | Sì 96,8% No 3,2%  | Sì 97,1% No 2,9%  | Sì 96,1% No 3,9%  | Sì 96,3% No 3,7%  |
| Veneto                | 58,90%              | Sì 94,7% No 5,3%  | Sì 95,3% No 4,7%  | Sì 93,5% No 6,5%  | Sì 93,7% No 6,3%  |
| Friuli-Venezia Giulia | 58,20%              | Sì 95,0% No 5,0%  | Sì 95,6% No 4,4%  | Sì 93,4% No 6,6%  | Sì 93,9% No 6,1%  |
| Emilia-Romagna        | 64,15%              | Sì 95,0% No 5,0%  | Sì 95,4% No 4,6%  | Sì 94,3% No 5,7%  | Sì 95,0% No 5,0%  |
| Toscana               | 63,60%              | Sì 95,7% No 4,3%  | Sì 96,0% No 4,0%  | Sì 95,1% No 4,9%  | Sì 95,5% No 4,5%  |
| Marche                | 61,60%              | Sì 95,9% No 4,1%  | Sì 96,3% No 3,7%  | Sì 95,2% No 4,8%  | Sì 95,3% No 4,7%  |
| Umbria                | 59,20%              | Sì 95,5% No 4,5%  | Sì 96,1% No 3,9%  | Sì 94,7% No 5,3%  | Sì 95,1% No 4,9%  |
| Lazio                 | 58,90%              | Sì 96,3% No 3,7%  | Sì 96,9% No 3,1%  | Sì 95,1% No 4,9%  | Sì 95,5% No 4,5%  |
| Abruzzo               | 57,50%              | Sì 96,4% No 3,5%  | Sì 97,0% No 3,0%  | Sì 95,7% No 4,3%  | Sì 95,6% No 4,4%  |
| Molise                | 58,70%              | Sì 97,4% No 2,6%  | Sì 97,8% No 2,2%  | Sì 96,8% No 3,2%  | Sì 96,5% No 3,5%  |
| Campania              | 52,30%              | Sì 97,8% No 2,2%  | Sì 98,1% No 1,9%  | Sì 96,7% No 3,3%  | Sì 96,8% No 3,2%  |
| Basilicata            | 54,35%              | Sì 97,3% No 2,7%  | Sì 97,7% No 2,3%  | Sì 96,8% No 3,2%  | Sì 96,7% No 3,3%  |
| Puglia                | 52,50%              | Sì 97,3% No 2,7%  | Sì 97,6% No 2,4%  | Sì 96,7% No 3,3%  | Sì 96,4% No 3,6%  |
| Calabria              | 50,35%              | Sì 98,0% No 2,0%  | Sì 98,3% No 1,7%  | Sì 97,3% No 2,7%  | Sì 96,9% No 3,1%  |
| Sicilia               | 52,70%              | Sì 97,6% No 2,4%  | Sì 97,9% No 2,1%  | Sì 96,5% No 3,5%  | Sì 96,2% No 3,8%  |
| Sardegna              | 58,60%              | Sì 98,2% No 1,8%  | Sì 98,5% No 1,5%  | Sì 98,4% No 1,6%  | Sì 96,5% No 3,5%  |
| Estero                | 23,08%              | Sì 76,3% No 23,7% | Sì 75,7% No 24,3% | Sì 67,1% No 32,9% | Sì 74,4% No 25,6% |

## Abrogazione delle norme
Le norme oggetto di referendum sono state formalmente abrogate con decorrenza 21 luglio 2011 da quattro D.P.R. promulgati il 18 luglio 2011, rispettivamente n. 113, 116, 114 e 115.
Tuttavia, l'articolo 4 del decreto legge 13 agosto 2011, n. 138, approvato dal Governo Berlusconi, pur con diversa formulazione, va a reintrodurre le norme abrogate dal primo quesito, escludendo però, oltre ai servizi che già non vi rientravano (distribuzione di gas naturale, distribuzione di energia elettrica, servizio di trasporto ferroviario regionale, gestione di farmacie comunali), anche il servizio idrico integrato che è stato il principale oggetto della campagna referendaria.
Il 20 luglio 2012 la Corte costituzionale ha giudicato incostituzionale l'articolo 4 della legge 138/11 (di cui sopra) con la seguente motivazione:
e ancora:
e infine:
La Corte stabilì inoltre che questa sentenza annulla anche le disposizioni contenute nel primo pacchetto di riforme economiche del marzo 2012 (cresci-Italia) volute dal Governo Monti in materia di privatizzazioni.
La sentenza potrebbe annullare alcuni provvedimenti nella successiva legge di riordino della spesa pubblica (spending review) del luglio 2012, sempre voluta dal governo Monti.